# АГНКС
Автомобільна газонаповнювальна компресорна станція (АГНКС) — станція, яка виробляє компримований природний газ та здійснює заправку автомобілів та інших транспортних засобів, двигуни яких конвертовані або з початку розраховані на роботу на стиснутому природному газі.
Природний газ потрапляє на АГНКС по газопроводах. На станції проходить очищення газу від механічних домішок, осушення від вологи, компримування газу до 25 МПа та зберігання в спеціальних ємкостях  — акумуляторах газу. Заправка автомобілів здійснюється до тиску 20 МПа (200 атм).